# Iduna (animal)
Iduna es un género de aves paseriformes perteneciente a la familia Acrocephalidae. Gran parte de sus miembros se clasificaban en el género Hippolais y un par en Chloropeta.

## Especies
Contiene las siguientes especies:
- Iduna aedon - carricero picogordo;
- Iduna natalensis - zarcero de Natal;
- Iduna similis - zarcero montano;
- Iduna caligata - zarcero escita;
- Iduna rama - zarcero de Sykes;
- Iduna pallida - zarcero pálido;
- Iduna opaca - zarcero bereber.